# Shujaota
Shujaota fou un estat tributari protegit a l'agència de Malwa, Índia central.
La superfície era de 18 km² i la població de 319 habitants el 1901. Els ingressos s'estimaven el mateix any en 10.000 rúpies. El sobirà portava el títol de thakur i era un rajput solanki.